# Sabine Schade-Lindig
Sabine Schade-Lindig, geborene Sabine Lindig (* März 1967) ist eine deutsche Prähistorikerin und stellvertretende Landesarchäologin des Bundeslandes Hessen.

## Leben und Werdegang
Sabine Schade-Lindig studierte an der Universität Mainz und wurde 1997 bei Niels Bantelmann mit einer Arbeit zum Thema Alt- und mittelneolithische Funde im Mannheimer Raum promoviert. Nach zeitlich befristeten Anstellungen als Grabungsleiterin in der vormaligen Abteilung Archäologische und Paläontologische Denkmalpflege des Landesamtes für Denkmalpflege Hessen (LfDH) wurde sie später als Bezirksarchäologin in den Landesdienst übernommen. Als solche war sie lange Jahre für den Lahn-Dill-Kreis, den Landkreis Limburg-Weilburg und den Wetteraukreis zuständig. Seit 2016 ist sie stellvertretende Landesarchäologin des Bundeslandes Hessen und damit auch stellvertretende Abteilungsleiterin der hessenARCHÄOLOGIE am Hauptsitz des LfDH in Wiesbaden. Sie leitet das Referat A III: Bezirksdenkmalpflege mit den Standorten Darmstadt, Marburg und Wiesbaden. Zudem betreut sie weiterhin als Bezirksarchäologin den Wetteraukreis.
Sabine Schade-Lindig ist mit dem Archäologen Christoph Schade verheiratet.

## Arbeitsschwerpunkte
Schade-Lindig ist eine ausgewiesene Kennerin der Bandkeramischen Kultur in Mitteleuropa.

## Mitgliedschaften
- Verband der Landesarchäologen in der Bundesrepublik Deutschland (VLA)
- Kommission für Archäologische Landesforschung in Hessen e.V. (KAL)

## Veröffentlichungen
- Das Früh- und Mittelneolithikum im Neckarmündungsgebiet (= Universitätsforschungen zur prähistorischen Archäologie. Band 85). Verlag Rudolf Habelt, Bonn 2002, ISBN 3-7749-3102-X (zugleich Dissertation, Universität Mainz 1997).
- Idol- und Sonderfunde der bandkeramischen Siedlung von Bad Nauheim-Nieder-Mörlen „Auf dem Hempler“ (Wetteraukreis). In: Germania. Band 80, Nummer 1, 2002, S. 47–114, DOI:10.11588/ger.2002.60517 (Open Access).
- Das Steinkammergrab von Niederzeuzheim. Führungsblatt zum rekonstruierten Galeriegrab der Wartberggruppe bei Hadamar-Niederzeuzheim "Hohler Stein", Kreis Limburg-Weilburg (= Archäologische Denkmäler in Hessen. Nummer 160). Landesamt für Denkmalpflege Hessen, Wiesbaden 2004, ISBN 3-89822-160-1.
- mit Christoph Schade: Vor 7500 Jahren. Die ersten Ackerbauern in Hessen. Die Bandkeramische Kultur der frühen Jungsteinzeit (= Themen der hessenArchäologie. Band 2). Landesamt für Denkmalpflege Hessen, Wiesbaden 2006, ISBN 3-89822-702-2.
- als Herausgeberin: Archäologie am Greifenberg bei Limburg a.d. Lahn. Spuren von der Jungsteinzeit bis zur Römischen Republik (= Hessen-Archäologie. Sonderband 4). WBG Theiss, Darmstadt 2020, ISBN 978-3-8062-4225-6.